# Майло на Марс
„Майло на Марс“ е американски компютърно-анимационен филм с режисьор е Саймън Уелс. Филмът е с участието на Джоан Кюсак, Сет Грийн, Елизабен Харноис, Дан Фоглер, Минди Стърлинг, Райън Очоа, Жулиен Рене и други американски актьори. Премиерата му е на 11 март 2011 г. в САЩ, а в България на 18 март 2011 г.

## Синхронен дублаж

### Гласове
| Роля             | Изпълнител                   |
| ---------------- | ---------------------------- |
| Майло            | Майкъл Зарков                |
| Майката на Майло | Петя Абаджиева               |
| Дрибъл           | Стефан Сърчаджиев            |
| Ки               | Венцислава Захариева-Асенова |
| Надзирателката   | Надя Тошева                  |

### Други гласове
| Георги Стоянов       |
| Мирослав Цветанов    |
| Павел Петков         |
| Петър Върбанов       |
| Петя Арнаудова       |
| Цветослава Симеонова |
| Alistair Abell       |
| Питър Бенсън         |
| Christina Chatelain  |
| Anna Cammer          |
| Брайън Добсън        |
| Майкъл Добсън        |
| Ashley Harry         |
| Елън Кенеди          |
| Barbara Kottmeier    |
| Cat Main             |
| Erin Mathews         |
| Kalyn Miles          |
| France Perras        |

## Българска версия
| Обработка                       | Александра Аудио                            |
| Mixing Studio                   | Shepperton International                    |
| ------------------------------- | ------------------------------------------- |
| Режисьор на дублажа             | Георги Стоянов                              |
| Превод                          | Христо Христов                              |
| Тонрежисьор на записа           | Петър Костов                                |
| Творчески директор              | Венета Янкова                               |
| Продуцент на българската версия | Disney Character Voices International, Inc. |